# لويس أدفينكولا
لويس أدفينكولا، أو لويس أدبينكولا، (بالإسبانية: Luis Advíncula)‏ (و. 1990  م) هو لاعب كرة قدم، من بيرو، ولد في تشينتشا ألتا، يلعب كلاعب وسط، وظهير (كرة القدم).

## روابط خارجية
- لويس أدفينكولا على موقع اتحاد تركيا (لاعب) (الإنجليزية)
- لويس أدفينكولا على موقع قاعدة بيانات كرة القدم.إي يو (الإنجليزية)
- لويس أدفينكولا على موقع ناشيونال فوتبول تيمز (الإنجليزية)
- لويس أدفينكولا على موقع Soccerway.com (الإنجليزية)
- لويس أدفينكولا على موقع عالم كرة القدم.نت (الإنجليزية)
- لويس أدفينكولا على موقع AS.com (الإسبانية)